# Jeanne Merkus
Jeanne (Jenny) Merkus (Batavia (Java, Nederlands-Indië), 11 oktober 1839 – Utrecht, 1 februari 1897) was een sociaal hervormster, filantrope en avonturierster voor de millennialistische zaak.

## Biografie

### Jeugd
Merkus was de dochter van Pieter Merkus, gouverneur-generaal van Nederlands-Indië, en Wilhelmina Niclasina Cranssen (1805-1848). Haar oma van moederskant was een vrijgekochte Indische slavin. Haar vader overleed in 1844. Haar moeder keerde datzelfde jaar met de kinderen (vijf jongens en vier meisjes) terug naar Nederland en overleed kort daarna, in 1848. De kinderen werden opgenomen in het gezin van een oom, ds. Charles Guillaume Merkus, dominee bij de Waalse kerk. In 1862 kreeg ze haar deel van de omvangrijke erfenis van haar moeder. Ze woonde daarna enkele jaren samen, in de periode 1861-1869, met de componiste en feministe Catharina van Rees. Toen de laatste naar Duitsland vertrok ging Merkus naar Parijs. Geïnspireerd door haar tijdgenote Florence Nightingale verzorgde ze tijdens de Frans-Duitse Oorlog van 1870-1871 zieken en gewonden met het Rode Kruis en tijdens de Commune van Parijs zou Merkus naar verluidt hebben gestreden aan de zijde van de linkse opstandelingen. Gedurende die tijd spande ze zich ook in voor de Italiaanse Risorgimento.

### Palestina
Ondertussen werd Merkus een fervent aanhanger van het millennialisme. In 1872 raakte ze overtuigd dat Christus snel zou wederkomen en het Duizendjarig vrederijk zou stichten. Ze trok daarop naar Palestina om er haar paleis voor de wederkomst, het "Herstel van Jeruzalem" bouwen. In 1875 trok ze naar het christelijke deel van Bosnië en Herzegovina om zich actief te mengen in de strijd tegen Turkse overheersers. De val van het Turkse Rijk zou volgens Merkus de weg vrij maken voor de bevrijding van Jeruzalem en een veilige terugkeer van Christus verzekeren.

### Balkan
Vanuit de Oostenrijk-Hongaarse havenstad Dubrovnik arriveerde Merkus met een eigen gevechtseenheid in Herzegovina. Ze viel op door haar "mannelijke" gedrag en werd aangenomen in het Herzegovijnse vreemdelingenlegioen. Op 10 maart 1876 werd ze aangehouden door een Oostenrijkse patrouille en niet veel later vertrok ze naar het onafhankelijke Vorstendom Servië. Merkus werd hier als een heldin onthaald en ze zweepte het volk op om tot opstand te komen tegen de Turken. De daaropvolgende Servische aanval van 1876 draaide uit op een blamage en de pas geleden nog gevierde Merkus werd nu door de Serven als een gevaarlijke intrigante beschouwd.

### Laatste jaren

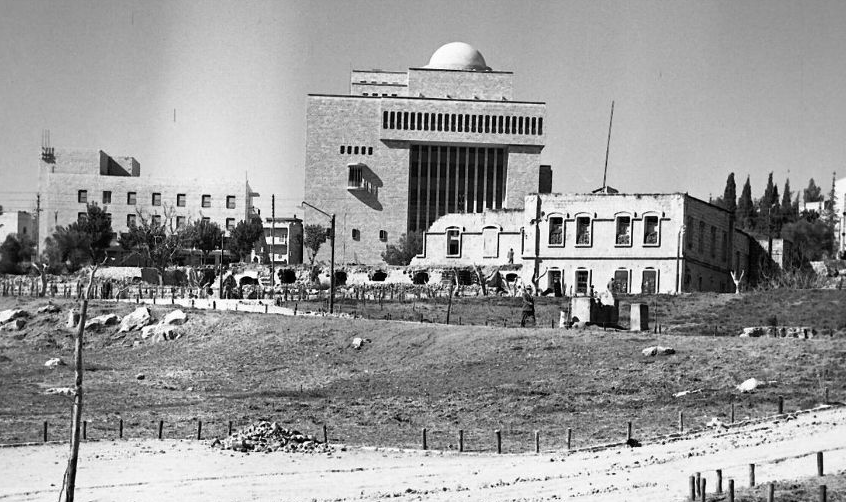
Ruïne van het "Herstel van Jeruzalem", foto uit 1959

Merkus werd door de Servische regering uit het land verbannen waarna ze in 1878 aan de Franse Rivièra herstelde van haar bekommernissen. Hersteld trok ze weer naar Jeruzalem om de bouw van haar paleis te voltooien. Toen haar fortuin zo goed als op was viel rond 1882-1883 de bouw geheel stil. In 1895 was het geheel met haar gedaan en keerde ze berooid naar Parijs waar ze via de Nederlandse ambassade naar Nederland terugkeerde. Daar werd ze opgenomen in het Utrechtse Diakonessenhuis waar ze in 1897 overleed.
Haar avonturen op de Balkan worden beschreven in het boek Black Lamb and Grey Falcon, een reisverslag van Rebecca West.